# Pătul

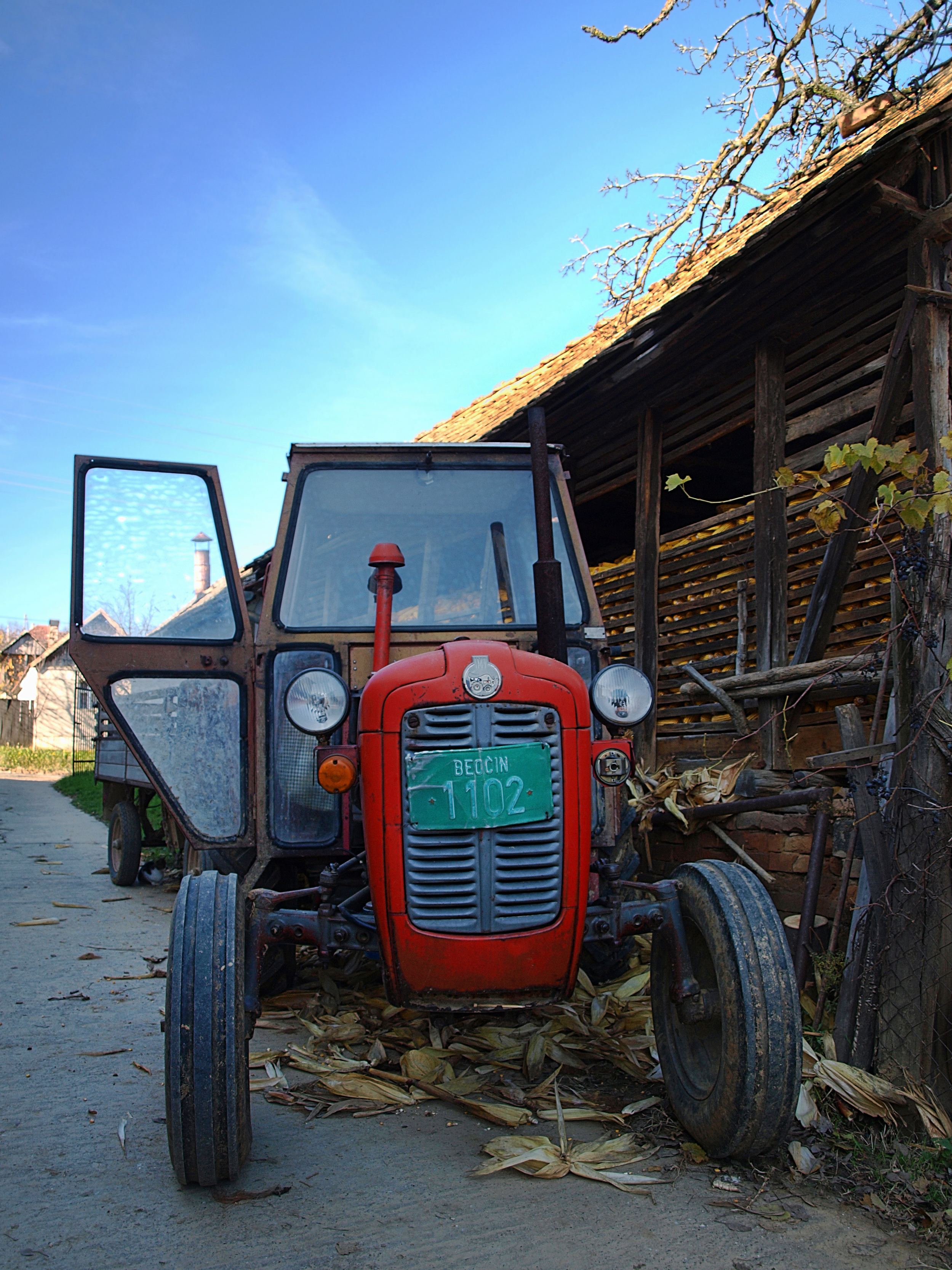
Pătul tradițional de porumb în Lug, Serbia

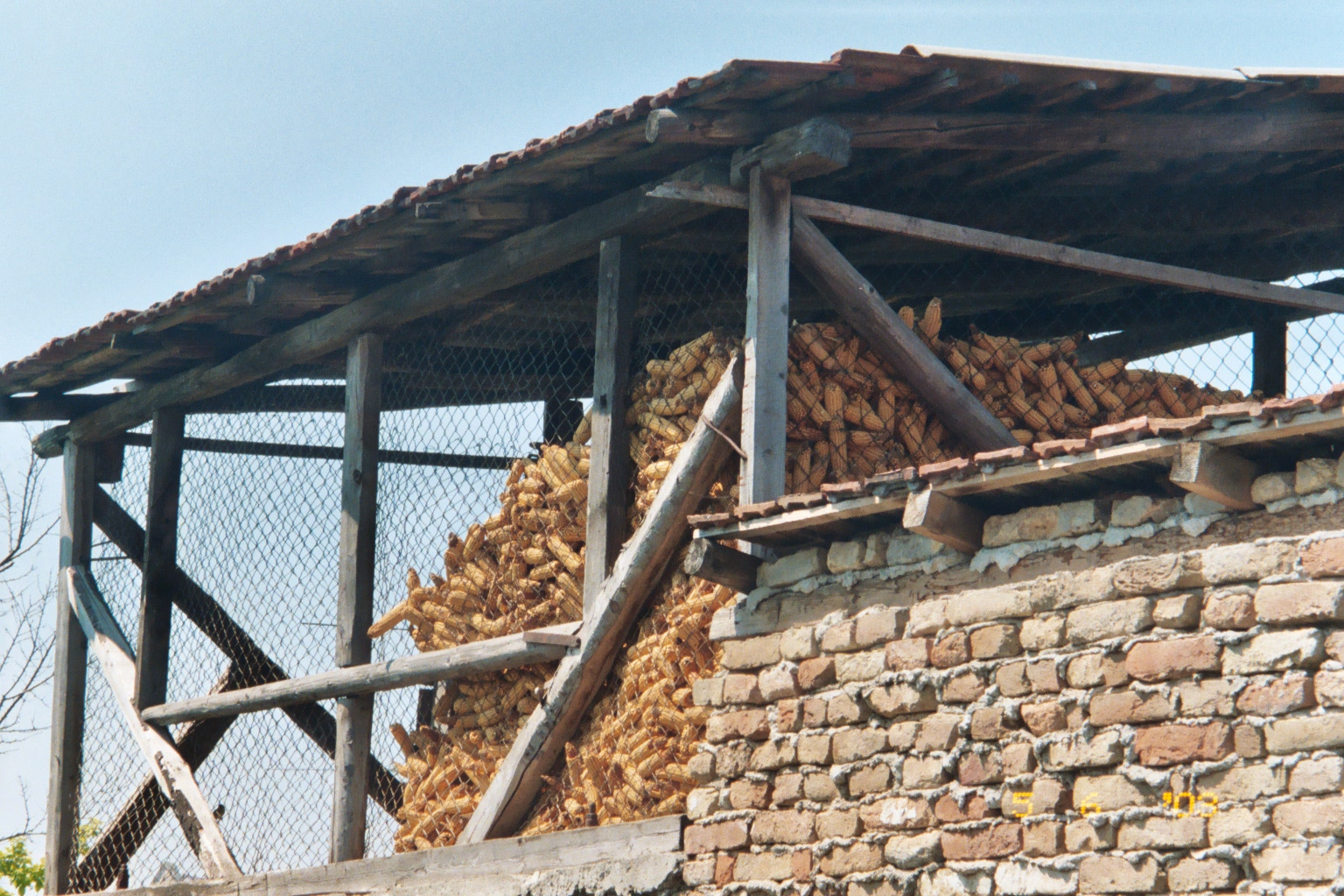
Un pătul încă în uz intens în Jimbolia, Banatul românesc, deși cu tradiționalele șipci de lemn înlocuite cu plasă de sârmă

Un pătul (sau un hambar) este un loc cu stocul de porumb sau o clădire mică folosită în mod obișnuit pentru depozitarea și uscarea porumbului în România și Balcani. Este folosit de obicei pentru depozitarea și uscarea porumbului.
În ebraică, cuvântul אמבר (pronunțat AMBAR) înseamnă un loc de depozitare pentru grâu. Cuvântul nu apare în Biblie.

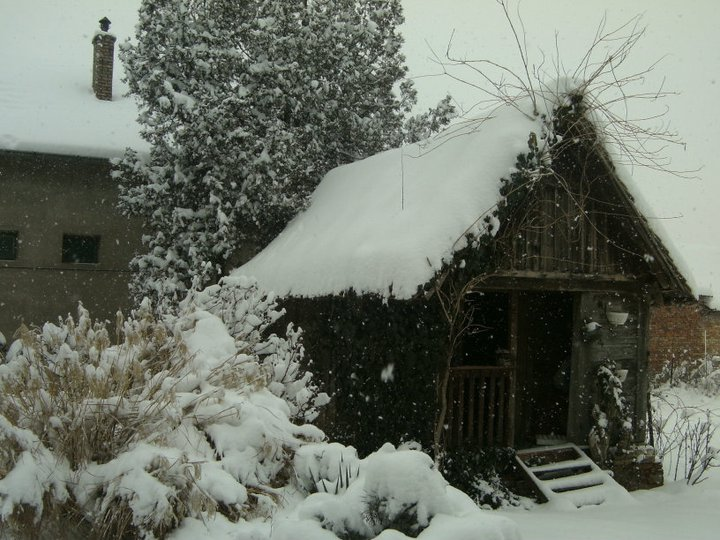
Pătul din 1888 în Banovci, Croația în timpul iernii
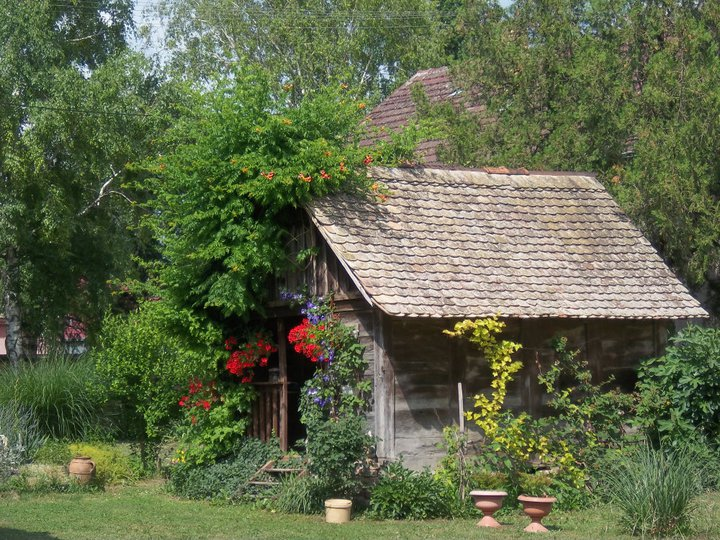
Pătul din 1888 în Banovci, Croația în timpul verii